# Tratado de Sófia
Tratado de Sofia foi assinado entre o Principado da Bulgária e o Reino da Sérvia em 31 de março de 1904. Foi composto de dois acordos separados sobre questões políticas e econômicas, com o primeiro entrando em vigor em abril de 1904. O segundo acordo comercial foi assinado no ano seguinte. O influente político sérvio Nikola Pašić visava deter a influência austro-húngara. A aliança contudo não seria realizada em decorrência  da pressão do Império Austro-Húngaro e da deterioração das relações búlgaro-sérvias.